# Ana Vives Casas
Ana Vives Casas (Ponferrada, 17 de julio de 1971 - Huelva, 23 de abril de 2021) fue una periodista española, directora de Huelva Información (2019-2021).

## Biografía
Aunque nació en la localidad leonesa de Ponferrada en 1971, pronto se trasladó con sus nueve hermanos a Pamplona: Francisca, Jorge Juan, Soledad, Javier, Juan Diego, Antonio, Aurelio y Pilar. En esta ciudad donde nacieron sus otros dos hermanos Chema y José Luis, pasó su infancia y adolescencia. Se licenció en Periodismo en la Facultad de Comunicación de la Universidad de Navarra. En 1995 se estableció en Huelva, donde comenzó a trabajar como redactora del diario Huelva Información.
Tiempo después, participó en la fundación de la cadena local de televisión Teleonuba. Allí comenzó desempeñando diversas funciones relacionadas con la redacción, producción y programación de la cadena de televisión onubense, para pasar a ser jefa de los servicios informativos.
En 2007 regresó a Huelva Información, integrándose como Jefa de sección en la redacción del diario. En 2019 fue nombrada directora del periódico, y allí permaneció hasta su fallecimiento el 23 de abril de 2021, a consecuencia de un cáncer que venía padeciendo desde tiempo atrás.

## Premios y reconocimientos
- Premio Huelva de Periodismo, concedido por la Asociación de la Prensa de Huelva, con el patrocinio de la Diputación onubense (2016) por su reportaje sobre el cáncer de mama titulado "Una nueva mirada a la vida".[6][7]
- El Ayuntamiento de Huelva homenajeó a la periodista, roturando una plaza de la capital onubense con el nombre de Plaza Periodista Ana Vives Casas, en la esquina de la avenida Miss Whitney con la calle Maestro Salvador López.[8]